# Октахлородиренат(III) калия
Октахлородиренат(III) калия — неорганическое соединение, комплексная
соль калия, рения и соляной кислоты
с формулой K2Re2Cl8,
кристаллы,
образует кристаллогидрат — тёмно-зелёные кристаллы.

## Получение
- Восстановление перрената калия водородом под давлением:

{\displaystyle {\mathsf {2KReO_{4}+4H_{2}+8HCl\ {\xrightarrow {290^{o}C,50bar}}\ K_{2}Re_{2}Cl_{8}\cdot 2H_{2}O\downarrow +6H_{2}O}}}

## Физические свойства
Октахлородиренат(III) калия образует кристаллогидрат состава K2Re2Cl8•2H2O —
тёмно-зелёные кристаллы
триклинной сингонии,
пространственная группа P 1,
параметры ячейки a = 0,6752 нм, b = 0,7855 нм, c = 0,7610 нм, α = 102,0°, β = 108,9°, γ = 104,8°, Z = 1.
Растворяется в ацетоне.
Кристаллогидрат теряет воду при нагревании до 130°С.